# Union seigneuriale
L'Union seigneuriale (en tchèque panská jednota) est une rébellion féodale des nobles du royaume de Bohême contre Venceslas Ier du Saint-Empire (roi de Bohême sous le nom de Venceslas IV), qui dure de 1394 à 1402.

## Histoire
En 1394, à la suite de l'exécution de Jean Népomucène, les grands féodaux du royaume font emprisonner Venceslas IV et nomment son cousin Jobst de Moravie, régent du royaume. Grâce à l'intervention de son frère Sigismond, il est libéré et remonte sur le trône (en échange de quoi, Venceslas, sans enfant, reconnait Sigismond comme son héritier).
En 1397, lors d'un conseil du royaume auquel le roi, chassant ailleurs n'assiste pas, qui se déroule dans le burg de Karlštejn, quatre protégés du roi, Purkart Strnad de Janovice, Étienne (Štěpán) d'Opočno, Étienne (Štěpán) Poduška de Martinic et le prieur de l'ordre de Saint-Jean de Jérusalem, Markolt de Vrutice sont publiquement accusés par Jean II d'Opava de détourner le roi « de jour et de nuit » de ses obligations royales et impériales. À la suite de cette accusation, ils sont passés par le fil de l'épée. Cet assassinat reste impuni, ce qui en dit long sur la faiblesse de caractère et le manque d'autorité de Venceslas IV.
De 1402 à l'automne 1403, Venceslas se retrouve de nouveau en prison à Vienne, cette fois-ci sur décision de son benjamin, Sigismond et toujours avec le soutien de la noblesse tchèque. Il en est libéré grâce à Johann von Liechtenstein, accompagné d'une bande armée.
C'est dans ce cadre trouble, sur le plan politique et religieux, que Jan Hus étudie puis prêche et enseigne.

## Membres
Cette union comprend Henri de Rosenberg (Jindřich z Rožmberka), Henri l'Ancien de Hradec (Jindřich Starší z Hradce), Guillaume de Landstein (Vilém z Landštejna) (tous trois issus de la puissante maison des Vítkovci), Othon de Berg (Ota z Bergova), Břeněk de Skála (Břeněk ze Skály), Henri Berg de Hohenstein (Jindřich Berka z Hohenštejna), Jan Michalec z Michalovic, Boreš le Jeune seigneur de Bečov et de Rýzmburk (Boreš mladší z Bečova a Rýzmburka), Boček, seigneur de Kunštát et de Poděbrady et Jean II, duc d'Opava (Jan II Opavský) du clan royal des Přemyslides.